# 1. deild karla 1986
Mùa giải 1986 của 1. deild karla là mùa giải thứ 32 của bóng đá hạng hai ở Iceland.

## Bảng xếp hạng
| Vị thứ | Đội          | Số trận | Thắng | Hòa | Thua | Bàn thắng | Bàn thua | Hiệu số | Điểm | Ghi chú                     |
| ------ | ------------ | ------- | ----- | --- | ---- | --------- | -------- | ------- | ---- | --------------------------- |
| 1      | Völsungur    | 18      | 12    | 2   | 4    | 38        | 15       | +23     | 38   | Thăng hạng Úrvalsdeild 1987 |
| 2      | KA           | 18      | 11    | 4   | 3    | 54        | 15       | +39     | 37   | Thăng hạng Úrvalsdeild 1987 |
| 3      | Víkingur R.  | 18      | 10    | 4   | 4    | 47        | 20       | +27     | 34   |                             |
| 4      | Selfoss      | 18      | 9     | 4   | 5    | 33        | 16       | +17     | 31   |                             |
| 5      | Einherji     | 18      | 9     | 2   | 7    | 28        | 24       | +4      | 29   |                             |
| 6      | KS           | 18      | 8     | 4   | 6    | 32        | 23       | +9      | 28   |                             |
| 7      | Þróttur R.   | 18      | 8     | 2   | 8    | 43        | 29       | +14     | 26   |                             |
| 8      | ÍBÍ          | 18      | 4     | 6   | 8    | 27        | 35       | -8      | 18   |                             |
| 9      | Njarðvík     | 18      | 4     | 2   | 12   | 27        | 57       | -30     | 14   | Xuống hạng 2. deild 1987    |
| 10     | Skallagrímur | 18      | 0     | 0   | 18   | 4         | 99       | -95     | 0    | Xuống hạng 2. deild 1987    |

## Danh sách ghi bàn
| Cầu thủ               | Số bàn thắng | Đội bóng    |
| --------------------- | ------------ | ----------- |
| Tryggvi Gunnarsson    | 28           | KA          |
| Andri Marteinsson     | 17           | Víkingur R. |
| Sigurður Hallvarðsson | 13           | Þróttur R.  |
| Jón Gunnar Bergs      | 12           | Selfoss     |
| Sigfús Kárason        | 12           | Þróttur R.  |